# Lista de estádios de futebol da China

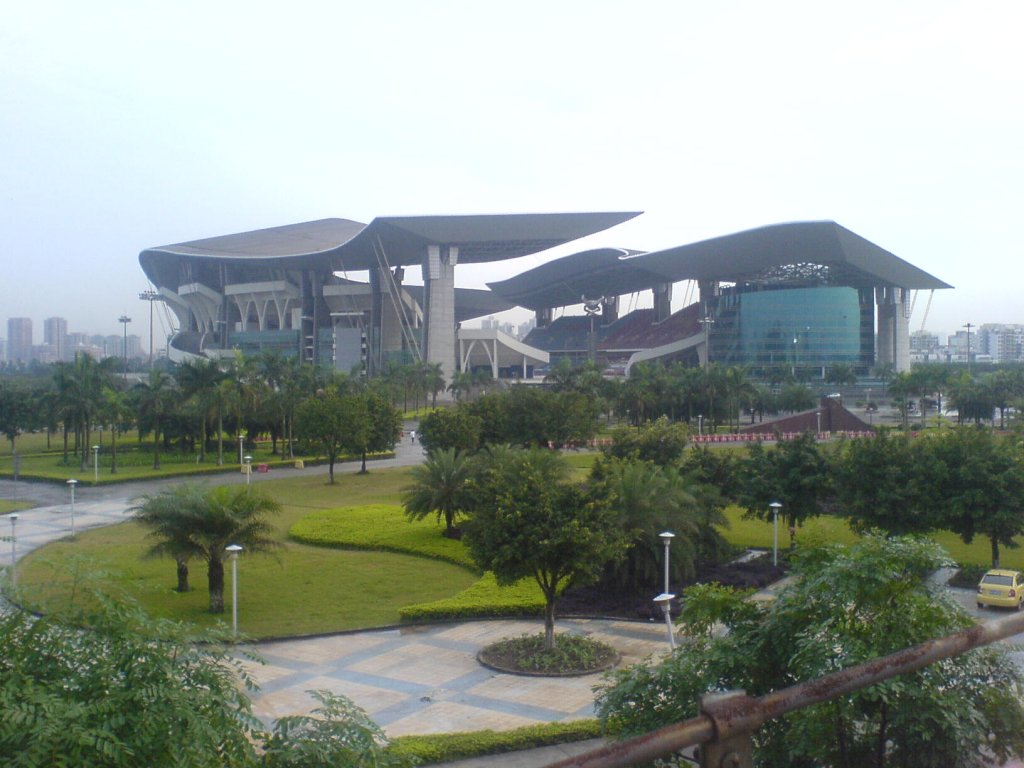
Olímpico de Guangdong o maior estádio da China.

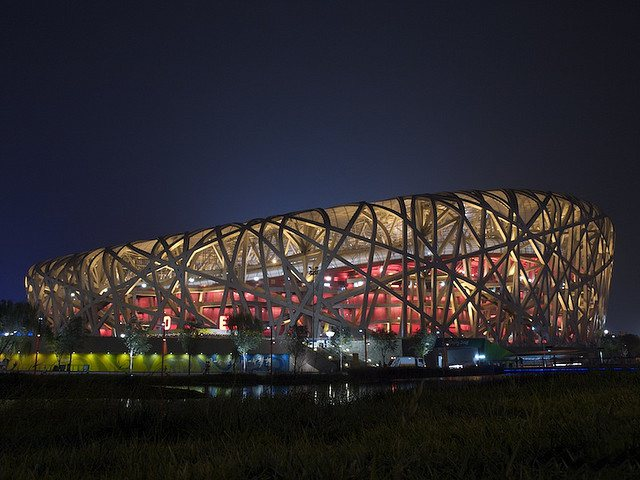
Nacional de pequim o segundo maior estádio da China.

Esta é uma lista de estádios de futebol da China.
| Nº | Estádio                | Capacidade | Localidade |
| -- | ---------------------- | ---------- | ---------- |
| 1  | Olímpico de Guangdong  | 80 012     | Guangzhou  |
| 2  | Nacional de Pequim     | 80 000     | Pequim     |
| 3  | Multi-uso de Shangai   | 80 000     | Shangai    |
| 4  | Multi-uso Workers      | 70 161     | Pequim     |
| 5  | Olímpico de Nanjing    | 62 000     | Nanjing    |
| 6  | Olímpico de Tianjin    | 60 000     | Tianjin    |
| 7  | Olímpico Tianhe        | 60 000     | Guangzhou  |
| 8  | SportsCentre Yizhong   | 60 000     | Qingdao    |
| 9  | Olímpico de Chongqing  | 58 960     | Chongqing  |
| 10 | Popular de Dalian      | 55 843     | Dalian     |
| 11 | Multi-uso de Helong    | 55 000     | Changsha   |
| 12 | SportsCentre Shenyang  | 54 696     | Shenyang   |
| 13 | Yellow Dragon          | 51 000     | Hangzhou   |
| 14 | Província Shaanxi      | 50 100     | Xi'an      |
| 15 | Popular de Yanji       | 50 000     | Yanji      |
| 16 | Provincial de Henan    | 50 000     | Zhengzhou  |
| 17 | Provincial de Shandong | 44 000     | Jinan      |
| 18 | SportsCenter Sichuan   | 42 000     | Chengdu    |
| 19 | Multi-uso de Kunming   | 40 000     | Kunming    |
| 20 | Multi-uso Qilihe       | 39 000     | Lanzhou    |